# Vila Rica (marca)
Vila Rica é uma famosa marca de cigarros que consagrou a Lei de Gerson.